# Tolga Aslan
Tolga Aslan (1 de septiembre de 2005) es un deportista turco que compite en esgrima, especialista en la modalidad de sable. Ganó dos medallas de bronce en el Campeonato Europeo de Esgrima, en los años 2022 y 2024.

## Palmarés internacional
| Campeonato Europeo | Campeonato Europeo | Campeonato Europeo | Campeonato Europeo |
| Año                | Lugar              | Medalla            | Prueba             |
| ------------------ | ------------------ | ------------------ | ------------------ |
| 2022               | Antalya (Turquía)  | Medalla de bronce  | Sable por equipos  |
| 2024               | Basilea (Suiza)    | Medalla de bronce  | Sable por equipos  |